# Machairophora fulvipuncta
Machairophora fulvipuncta là một loài bọ cánh cứng trong họ Mordellidae. Loài này được Hampson miêu tả khoa học năm 1893.